# Stenodactylus arabicus
Stenodactylus arabicus е вид влечуго от семейство Геконови (Gekkonidae).

## Разпространение
Видът е разпространен в Йемен, Оман и Саудитска Арабия.